# Stosunki izraelsko-syryjskie

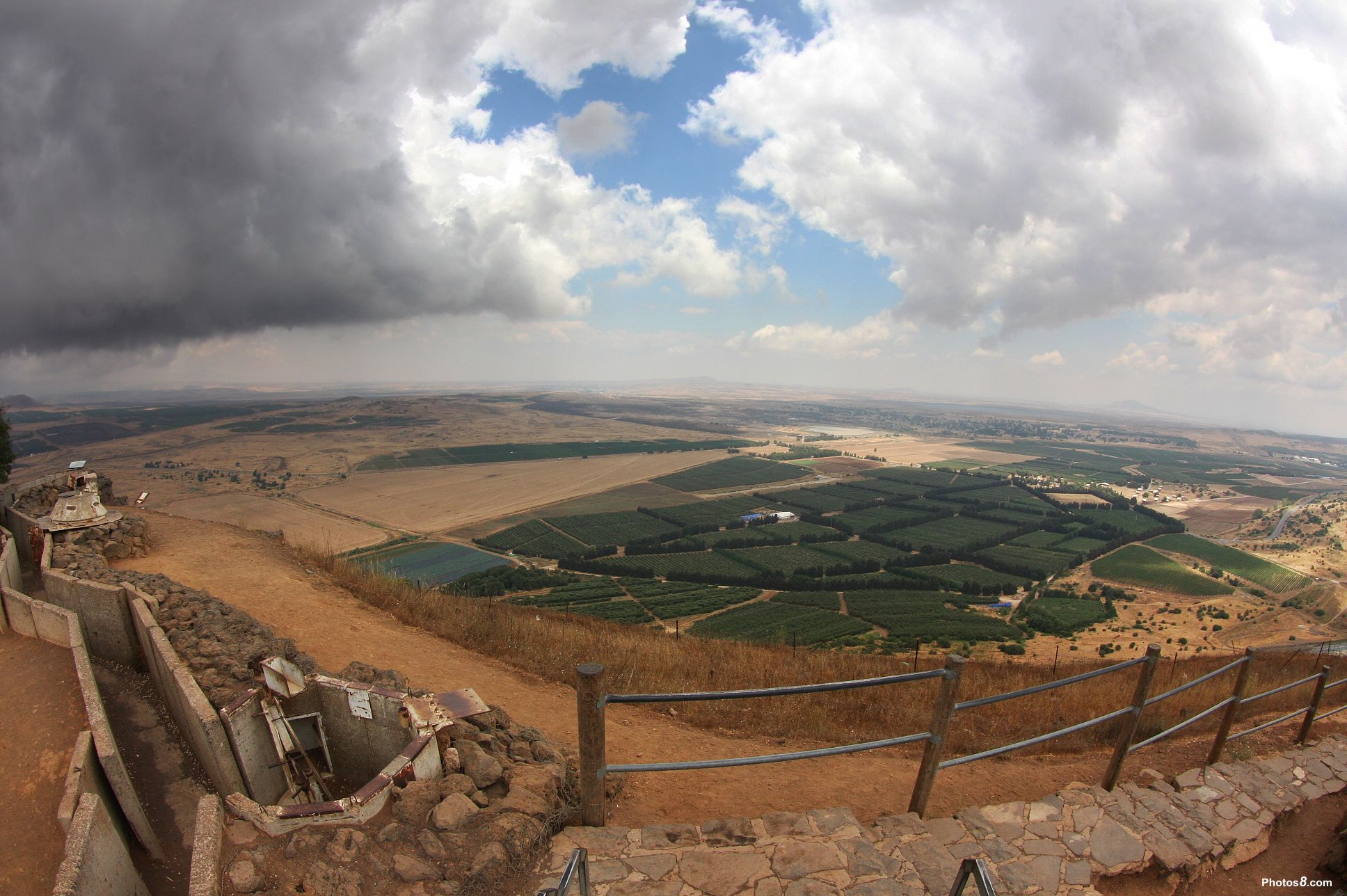
Widok na Syrię ze wzgórz Golan

Izrael i Syria nigdy nie nawiązały stosunków dyplomatycznych. Podobnie jak pozostałe państwa arabskie, Syria nie uznała utworzenia państwa Izrael w Palestynie, którą uważała za część Wielkiej Syrii. Wzięła udział w I wojnie izraelsko-arabskiej, która zakończyła się dla Arabów klęską. Po wojnie tej Syria i Izrael podpisały w 1949 jedynie rozejm, który miał być rozwiązaniem tymczasowym. Konflikt z Izraelem stał się głównym punktem odniesienia dla polityki zagranicznej Syrii, zarówno do 1963, gdy było to państwo demokratyczne, jak i po zamachu stanu w wymienionym roku, który zapoczątkował autorytarne rządy partii Baas. Doktryna partii Baas, głosząca m.in. hasła panarabskie, sprzyjała dalszemu zajmowaniu przez Syrię jednoznacznie antyizraelskiego stanowiska. Przejęcie władzy w Syrii przez radykalne skrzydło partii w 1966 pociągnęło za sobą jeszcze większe zaangażowanie Syrii we wspieranie zbrojnych organizacji palestyńskich. Kolejna wojna państw arabskich przeciwko Izraelowi w 1967 zakończyła się jednak ich całkowitą klęską, a Syria utraciła w wojnie wzgórza Golan. Klęska ta doprowadziła do ostrej walki o władzę wewnątrz partii Baas, która w 1970 zakończyła się przejęciem władzy przez Hafiza al-Asada. Zrezygnował on z planów wywołania antyizraelskiej „wojny ludowej”, stwierdził jednak, że celami Syrii pozostawały odzyskanie ziem utraconych w 1967 i obrona praw Arabów palestyńskich (kwestię palestyńską al-Asad wielokrotnie traktował jednak instrumentalnie). Kolejna wojna izraelsko-arabska, wojna Jom Kipur w 1973, przyniosła symboliczne zmiany granicy (Syria odzyskała ok. 10% terenu wzgórz Golan). Obydwa państwa interweniowały w wojnie domowej w Libanie.
W kolejnych dekadach oficjalne stanowiska obu państw w konflikcie izraelsko-arabskim nie zmieniały się. Obydwa państwa przystąpiły do negocjacji pokojowych w 1992 pod wpływem Stanów Zjednoczonych. Prowadzone przez cztery lata (z przerwami) negocjacje nie dały rezultatów. Syria uzależniała możliwość zawarcia pokoju i uznania Izraela od zwrotu wzgórz Golan i powrotu do granicy z 6 czerwca 1967, na co Izrael nie godzi się. Wobec przewagi militarnej Izraela Syria udziela wsparcia Hezbollahowi i Hamasowi, traktując ich działania jako środek nacisku na silniejszego rywala. Próby mediacji i nakłonienia stron do powrotu do bezpośrednich rozmów podejmowane na początku XXI w. (przed wybuchem wojny domowej w Syrii) nie dały rezultatu.

## I wojna izraelsko-arabska i jej konsekwencje
W 1947 Wielka Brytania ogłosiła zrzeczenie się mandatu nad Palestyną i przekazała sprawę jej przyszłości do rozpatrzenia ONZ. Zgromadzenie Ogólne ONZ przyjęło 29 listopada 1947 roku rezolucję nr 181 w sprawie rozwiązania konfliktu arabsko-żydowskiego w Palestynie poprzez utworzenie dwóch państw: arabskiego i żydowskiego. Wszystkie państwa arabskie głosowały przeciwko rezolucji; dzień później w Mandacie Palestyny wybuchła wojna domowa, która zakończyła się zwycięstwem lepiej zorganizowanych Żydów. W ocenie polityków syryjskich interwencja w obronie palestyńskich Arabów była narodowym obowiązkiem, ze względów wojskowych, humanitarnych, jak również prestiżowych. Interwencji w Palestynie domagała się również opinia publiczna.

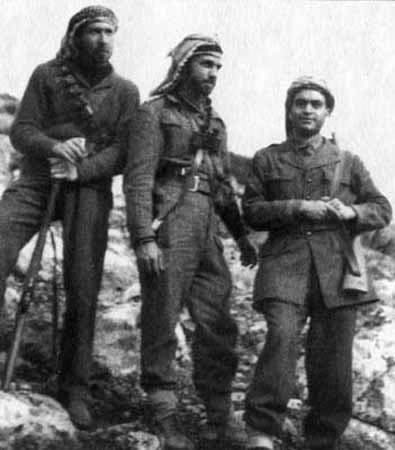
Żołnierze syryjscy na wschodnim froncie wojny z Izraelem: Muhammad Attura, Abd al-Hamid as-Sarradż, Abd as-Salam al-Udżajli

Syria wzięła udział w ataku państw arabskich na Izrael, chociaż była do tego nieprzygotowana. Krótko przed wybuchem konfliktu prezydent Syrii Szukri al-Kuwatli postanowił zmniejszyć liczebność armii, obawiając się, że oficerowie (w znacznej grupie reprezentujący mniejszości wyznaniowe) nie są wobec niego lojalni i mogliby zorganizować zamach stanu. Al-Kuwatli ponadto uważał, że większym zagrożeniem dla Syrii od Izraela są ambicje króla Jordanii Abd Allaha i jego ewentualne pretensje do rozciągnięcia władzy Haszymidów na Syrię (mimo faktu, że Syria i Jordania reprezentowały zbliżone stanowisko antyizraelskie). Przystępując do wojny, syryjscy politycy przekonywali opinię publiczną, że zwycięstwo nad syjonistami będzie łatwe i nastąpi bardzo szybko. Faktyczny udział Syrii w wojnie był nieznaczny i zakończył się klęską, w znacznej mierze z powodu braków w wyposażeniu i zaopatrzeniu.
Bezpośrednim skutkiem klęski Arabów dla Syrii był napływ 85 tys. palestyńskich uchodźców (głównie z Tyberiady, Nazaretu i Safedu). Opinia publiczna przyjęła z oburzeniem klęskę; dla uspokojenia sytuacji rząd wprowadził w Syrii stan wojenny. Podczas zamieszek w Damaszku zaatakowane zostały m.in. miejscowe synagogi. 30 marca 1949 pułkownik Husni az-Za’im przeprowadził w kraju zamach stanu. On też w sekrecie złożył izraelskiemu rządowi ofertę zawarcia trwałego pokoju, zakładającego normalizację relacji syryjsko-izraelskich i przyjęcie przez Syrię nawet 300 tys. Arabów palestyńskich. Strona izraelska odmówiła jednak przystąpienia do rozmów w sprawie tej propozycji, dopóki wojsko syryjskie nie wycofa się z niewielkiego obszaru dawnego Mandatu Palestyny, które zajęło podczas wojny. Ostatecznie Syria nie podpisała z Izraelem traktatu pokojowego, a jedynie rozejm, będący rozwiązaniem tymczasowym.
Długofalowo konflikt z Izraelem, który w oczach syryjskich polityków zajmuje terytoria należące do Wielkiej Syrii, stał się głównym punktem odniesienia dla polityki zagranicznej Syrii. Zarówno rządy wyłaniane w demokratycznych wyborach do 1963, jak i rządy baasistowskie działające po tej dacie traktowały korzystne dla Syrii zakończenie konfliktu izraelsko-arabskiego za podstawowy cel polityki zagranicznej swojego państwa. Równocześnie mimo przegranej w wojnie wojsko syryjskie było przekonane, że w przyszłym konflikcie będzie w stanie z powodzeniem walczyć z Izraelem. Itamar Rabinowicz określa konflikt izraelsko-syryjski jako najbardziej zaciekły ze wszystkich konfliktów Izraela z arabskimi sąsiadami.
W 1958, tworząc z Egiptem Zjednoczoną Republikę Arabską, Syria zrezygnowała z samodzielnego prowadzenia polityki zagranicznej. Po trzech latach egipsko-syryjskie państwo rozpadło się jednak, powracając do dawnych celów polityki zewnętrznej, wśród których była walka z Izraelem pod hasłem obrony Palestyńczyków.

## Po zamachu stanu partii Baas w Syrii
8 marca 1963 Komitet Wojskowy partii Baas, na czele z Salahem Dżadidem, Muhammadem Umranem i Hafizem al-Asadem, przeprowadził w Syrii zamach stanu. Doktryna partii Baas, głosząca m.in. hasła panarabskie, sprzyjała dalszemu zajmowaniu przez Syrię jednoznacznie antyizraelskiego stanowiska. Zwłaszcza działacze radykalnego skrzydła partii, któremu przewodził Dżadid, byli szczerze przekonani o konieczności walki o państwo palestyńskie. W 1966 radykałowie przeprowadzili w Syrii drugi zamach stanu. Po tym wydarzeniu walkę z Izraelem uznano za najważniejsze zadanie syryjskiej polityki zagranicznej, a zbrojne formacje palestyńskie zaczęły otrzymywać z Damaszku pomoc na niespotykaną dotąd skalę.

## Wojna sześciodniowa i jej następstwa
Napięcia narastały nie tylko między Izraelem i Syrią, ale także między Izraelem i jego pozostałymi arabskimi sąsiadami. Do wojny z państwem żydowskim przygotowywał się intensywnie Egipt. Innym źródłem sporów stało się pozyskiwanie przez Izrael wody z Jordanu na potrzeby projektów irygacyjnych. Ataków na Izrael stale dopuszczali się palestyńscy partyzanci. W listopadzie 1966 Syria zawarła z Egiptem porozumienie o współpracy wojskowej w razie ataku na jedno z państw. W maju 1967 szef sztabu armii izraelskiej Icchak Rabin domagał się odwetowego uderzenia na Syrię, które objęłoby m.in. okupację Damaszku i obalenie rządów partii Baas.

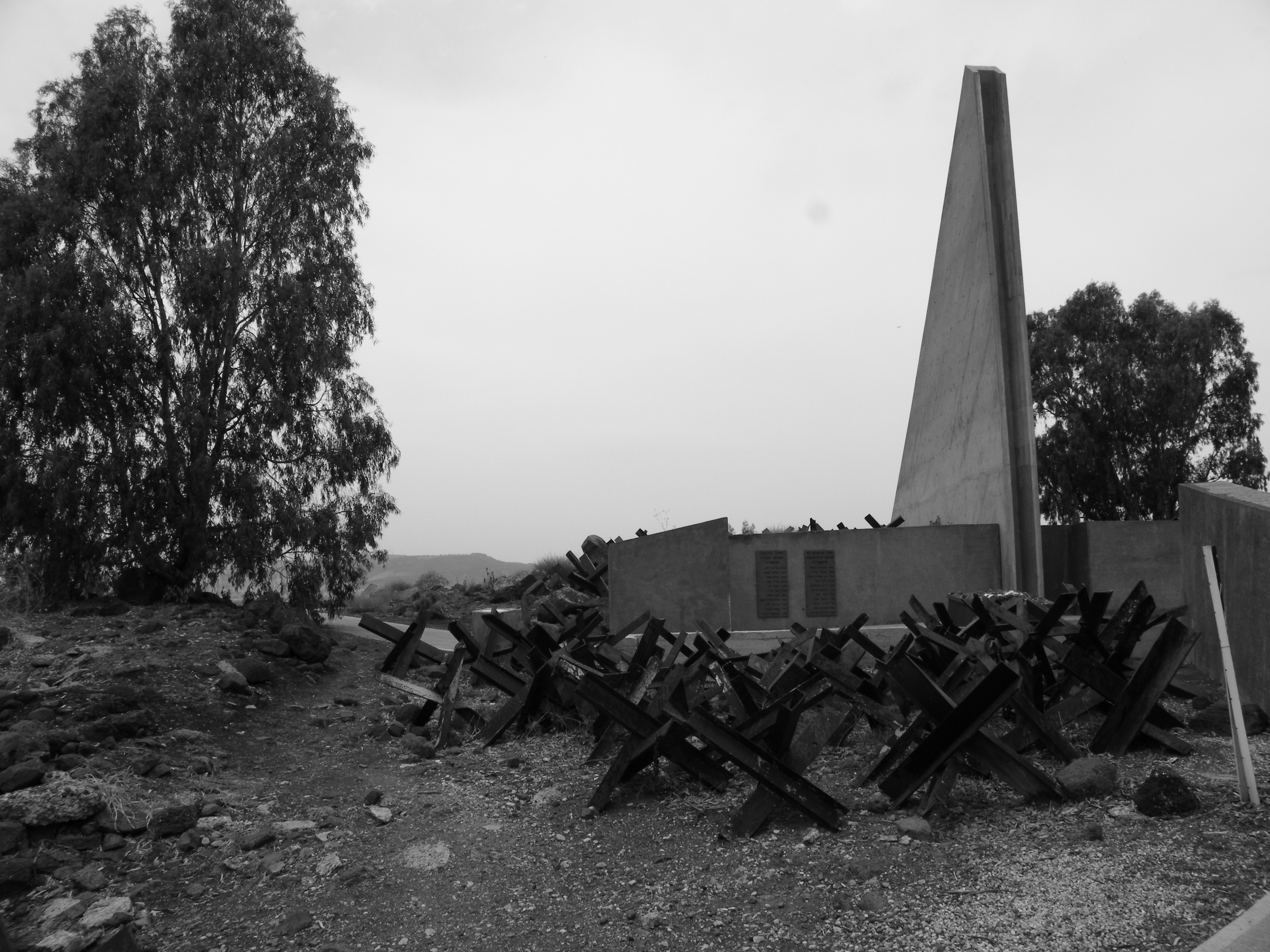
Zrujnowane syryjskie umocnienia na Wzgórzach Golan. Po ich zajęciu przez Izrael z elementów fortyfikacji zbudowany został pomnik ku czci poległych żołnierzy izraelskich

22 maja 1967 prezydent Egiptu Gamal Abdel Naser ogłosił zablokowanie cieśniny Tiran, wiedząc, że Izrael uzna tę decyzję za równoznaczną z wypowiedzeniem wojny. 25 maja prezydent Egiptu oznajmił, że problemem Egiptu jest trwałe zniszczenie państwa izraelskiego, zaś trzy dni później zażądał, by Izrael zrzekł się portu Ejlat. 30 maja podpisał układ sojuszniczy z Egiptem zawarła Jordania, wsparcie w wojnie zadeklarował także Irak. Tajny projekt wspólnego ataku krajów arabskich na Izrael Naser podpisał w kwaterze głównej w nocy z 1 na 2 czerwca 1967. Egipski przywódca zakładał sprowokowanie Izraela do pierwszego uderzenia, a następnie przeprowadzenie zwycięskiej ofensywy.
Wbrew tym założeniom, wojna zakończyła się całkowitą klęską Arabów. 5 czerwca 1967 lotnictwo izraelskie odniosło całkowite zwycięstwo nad zaskoczonymi syryjskimi siłami powietrznymi. 8 czerwca Syria zaakceptowała rozejm, odpowiadając na wezwanie Rady Bezpieczeństwa ONZ. Mimo to 9 czerwca minister obrony Izraela Mosze Dajan nakazał zajęcie wzgórz Golan. Źle wyszkolona i zorganizowana armia syryjska została pokonana w ciągu dwóch dni. Według Rabinovicha Syria zdawała sobie sprawę, że nie jest gotowa na wojnę i celowo w pierwszych dniach walk jedynie symbolicznie zaatakowała Izrael, licząc, że ten zrozumie, że Damaszek (mimo całej prowadzonej wcześniej antyizraelskiej propagandy) w rzeczywistości nie chce w tym momencie konfrontacji i również nie podejmie działań bojowych na szerszą skalę. Prezydent Egiptu, zamykając cieśniny Tiran, nie uzgodnił z Syrią swoich planów, zaskakując rząd syryjski, który stał na stanowisku, że wojna była przedwczesna.

## 1970–1979
Klęska Syrii doprowadziła do ostrej walki o władzę wewnątrz partii Baas, która w 1970 zakończyła się odsunięciem od władzy radykalnego skrzydła partii i przejęciem jej przez bardziej umiarkowanego w poglądach gospodarczych i społecznych Hafiza al-Asada. Al-Asad był do Izraela nastawiony równie wrogo, co jego partyjni rywale, jednak uważał, że jego kraj nie ma na razie wystarczającego potencjału, by ryzykować z nim otwartą konfrontację, także poprzez wspieranie Palestyńczyków. Gdy radykałowie byli jeszcze u władzy w Syrii, we wrześniu 1967 wydali oświadczenie, iż dotychczasową politykę wobec Izraela uważają za właściwą i mają zamiar ją kontynuować. Hafiz al-Asad zmodyfikował ją. W maju 1971 ogłosił, że Syria ma dwa osobne cele w polityce zagranicznej: odzyskanie ziem utraconych w 1967 i obronę praw Arabów palestyńskich. Skrytykował również działalność palestyńskich organizacji zbrojnych i stwierdził, że walkę w imieniu Palestyńczyków w rzeczywistości prowadziły Egipt i Syria. W kwietniu 1971 rząd Syrii zabronił partyzantom palestyńskim atakowania Izraela z terytorium Syrii.

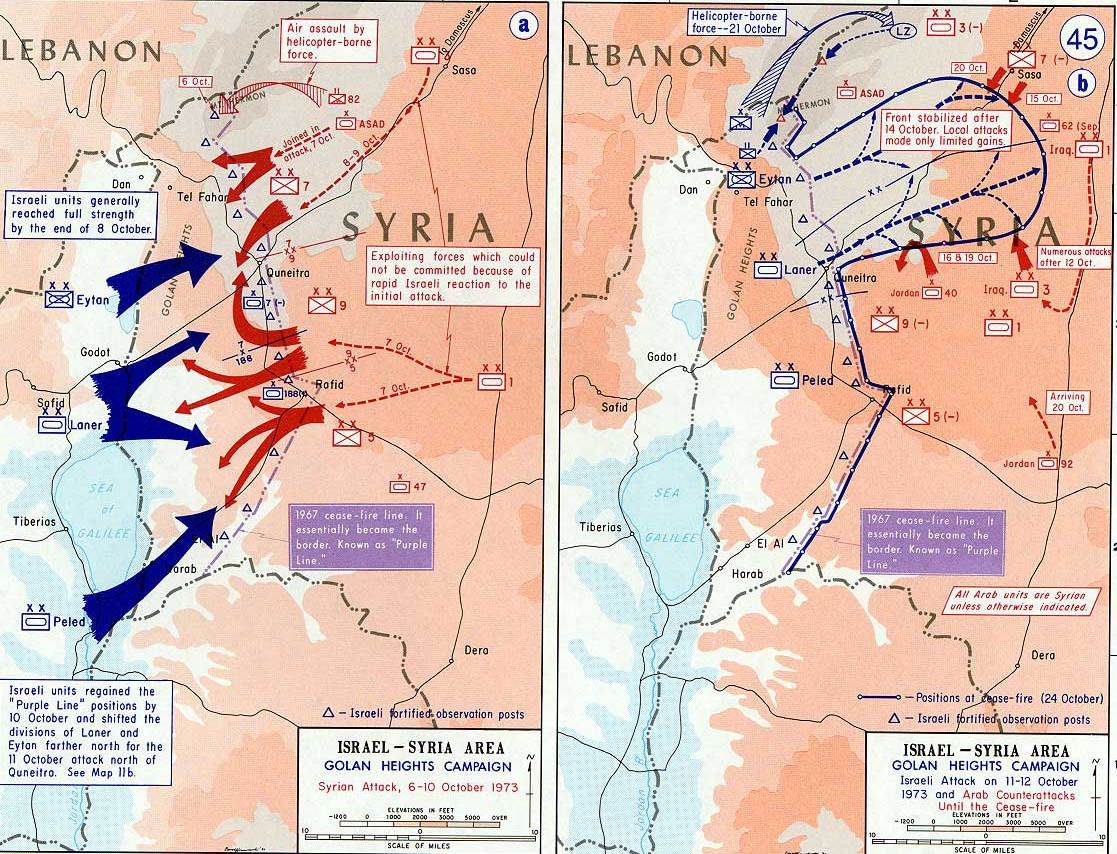
Przebieg izraelsko-syryjskich walk na wzgórzach Golan podczas wojny Jom Kipur w 1973

Zajęcie przez Izrael wzgórz Golan stanowiło bezpośrednie zagrożenie dla bezpieczeństwa Syrii. Hafiz al-Asad zamierzał odzyskać je, tocząc z Izraelem kolejną wojnę, w sojuszu z Egiptem. Rozbudowa sił zbrojnych Syrii stało się priorytetem w polityce kraju. O ile Egipt zakładał, że po zwycięstwie nad Izraelem zawrze z nim trwałe porozumienie, podczas którego obie strony pójdą na pewne ustępstwa, Syria nie godziła się na żadne ustępstwa strony arabskiej. Wojna z Izraelem, rozpoczęta przez Egipt i Syrię 6 października 1973, nie zakończyła się jednak dla Syrii powodzeniem. Początkowe sukcesy na wzgórzach Golan nie zostały utrzymane. W momencie podpisania zawieszenia broni siły izraelskie znajdowały się 20 mil od Damaszku.
Hafiz al-Asad mimo rozejmu kontynuował na niewielką skalę wrogie działania wobec Izraela (okazjonalny ostrzał artyleryjski), odmówił podjęcia bezpośrednich negocjacji pokojowych z Izraelem i podania nazwisk izraelskich jeńców wojennych. Była to postawa skrajnie różna od działań prezydenta Egiptu Anwara as-Sadata, który zgodził się na rozpoczęcie egipsko-izraelskiego procesu pokojowego. Ostatecznie zawieszenie broni zostało wypracowane pod naciskiem ZSRR i USA w czerwcu 1974. Chociaż rozejm uratował armię syryjską przed rozbiciem, krajowa opinia publiczna uznała wojnę za zwycięską. Hafiz al-Asad podczas negocjacji w sprawie zawieszenia broni zdołał doprowadzić do odzyskania przez Syrię części (10% terytorium) wzgórz Golan z miastem Al-Kunajtira, gdzie ustanowiono pas neutralny strzeżony przez Siły Narodów Zjednoczonych ds. Nadzoru Rozdzielenia Wojsk na Wzgórzach Golan. W kolejnych latach Syria wszelkimi środkami, zarówno dyplomatycznymi, jak i wojskowymi, dążyła do wzmocnienia swojej pozycji względem Izraela.
W pierwszych latach po wojnie Syria w dalszym ciągu deklarowała, że utworzenie państwa palestyńskiego jest kluczowym celem jej polityki zagranicznej. Na forum ONZ Hafiz al-Asad w 1975 utrzymywał, że konflikt bliskowschodni może być rozwiązany tylko wtedy, gdy społeczność międzynarodowa uzna prawo Palestyńczyków do własnego państwa, a Organizację Wyzwolenia Palestyny – do ich reprezentowania. Według biografa Hafiza al-Asada, Patricka Seale'a, prezydent Syrii zaczął dążyć do budowy hegemonii syryjskiej w całym regionie tzw. Wielkiej Syrii. W tej koncepcji Liban i Jordania miały znaleźć się pod faktyczną kontrolą syryjską, zapewniając bezpieczeństwo ziem państwa syryjskiego. W dalszej perspektywie czwartym członem tak powstałego organizmu miało być państwo palestyńskie na Zachodnim Brzegu Jordaniu, utworzone przez Organizację Wyzwolenia Palestyny kontrolowaną z Damaszku. W ten sposób Syria miałaby stać się liderem świata arabskiego, przejmując tę pozycję od Egiptu. W 1974 Hafiz al-Asad publicznie nazwał Palestynę „Syrią Południową”. Znana była również jego wrogość wobec Organizacji Wyzwolenia Palestyny i Jasira Arafata.
W 1976 Syria interweniowała w wojnie domowej w Libanie, by udowodnić swoją pozycję w najbliższym otoczeniu geopolitycznym i skuteczność w realizowaniu swoich interesów. Al-Asad zaakceptował przy tym warunki podyktowane przez Stany Zjednoczone, zakładające niewysyłanie wojsk na południe od Sydonu i nieużywanie lotnictwa w konflikcie bez zgody Izraela. Oznaczało to faktyczny podział Libanu na strefy wpływów obydwu państw. Izrael również początkowo godził się na oddanie Syrii dominacji w Libanie, o ile zaangażowanie syryjskie będzie w ustalony sposób ograniczane.

## 1979-2000
Podpisanie przez Egipt traktatu pokojowego z Izraelem w 1979 sprawiło, że Syria stała się najważniejszym państwem arabskim, które nadal pozostawało z Izraelem w otwartym konflikcie. Podjęła wówczas działania na rzecz dalszej rozbudowy sił zbrojnych, by móc zarówno odeprzeć atak Izraela, jak i samodzielnie zacząć działania zbrojne. Domagała się również wprowadzenia w życie rezolucji ONZ, w których nakazywano Izraelowi zwrot zajętych w 1967 ziem arabskich (rezolucje nr 242 i 338). W 1981 Izrael ogłosił natomiast wcielenie wzgórz Golan do swojego państwa; na terenie tym powstały również osiedla żydowskie. Izrael nadal stał na sformułowanym w 1967 stanowisku, iż traktat pokojowy z Syrią mógłby zostać zawarty, gdyby Damaszek zgodził się zdemilitaryzować wzgórza Golan i zagwarantować, że nie będzie sprzeciwiać się pozyskiwaniu przez Izrael wody z Jordanu. W traktacie miały również zostać uwzględnione „względy bezpieczeństwa Izraela”. Równocześnie perspektywę trwałego porozumienia z Syrią uważano za mało prawdopodobną. Dopiero w 1977 premier Izraela Menachem Begin zasugerował, że po zawarciu traktatu pokojowego jego kraj gotów będzie opuścić wzgórza Golan i zaakceptować inny przebieg granicy. Zbliżona sugestia znalazła się w tekście porozumienia z Camp David w kontekście potencjalnych rozmów Izraela z pozostałymi arabskimi sąsiadami.

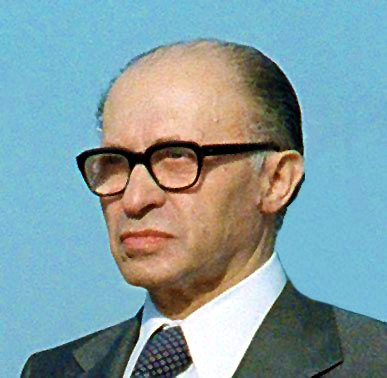
Jako premier Izraela w latach 1977-1982 Menachem Begin podjął decyzję o szeroko zakrojonej interwencji w Libanie, by równocześnie zwalczyć zagrożenie ze strony Organizacji Wyzwolenia Palestyny i osłabić Syrię

Izrael zmodyfikował również swoje stanowisko w sprawie Libanu. Walcząc z Organizacją Wyzwolenia Palestyny, zacieśnił kontakty z maronickimi formacjami zbrojnymi. 6 czerwca 1982 Izrael rozpoczął w Libanie operację „O pokój dla Galilei”, oficjalnie będącą odpowiedzią na próbę zamordowania izraelskiego ambasadora w Wielkiej Brytanii przez palestyńskich terrorystów. Rząd Begina deklarował, że operacja ma zapobiec atakom Palestyńczyków na cele w północnym Izraelu. W rzeczywistości interwencja miała całkowicie rozbić siły palestyńskie, ustanowić silny rząd maronicki, a Syrię zmusić do wycofania się z Libanu. W rezultacie ciężkich walk, w których wzięły udział oddziały izraelskie, maronicka Falanga Libańska, oddziały palestyńskie, milicje sunnickie i szyickie oraz wojska syryjskie, częściowo zrealizowany został tylko pierwszy z celów. Organizacja Wyzwolenia Palestyny musiała wycofać się z Libanu, natomiast oddziały syryjskie w Libanie pozostały. Wzmocniło to znaczenie Syrii w konflikcie izraelsko-arabskim, a pozostawanie jej wojsk w Libanie usankcjonowało porozumienie z Taif kończące wojnę libańską.
Przedsięwzięta przez Syrię rozbudowa sił zbrojnych była możliwa dzięki zacieśnieniu współpracy ze Związkiem Radzieckim poprzez podpisanie traktatu o przyjaźni i współpracy w 1980. Bez powodzenia natomiast Hafiz al-Asad starał się poprawić stosunki z Irakiem; wspólny cel, jakim była walka z Izraelem, okazał się mniej istotny, niż rywalizacja obu państw o dominację w świecie arabskim. Dzięki zbrojeniom Syria zyskała możliwość odstraszania Izraela (możliwość taką dawał głównie rozbudowany arsenał broni chemicznej i środków do jej przenoszenia), jednak nie dorównała mu pod względem potencjału militarnego. Gdy stosunki syryjsko-radzieckie uległy rozluźnieniu po 1987 (podczas gdy sojusz amerykańsko-izraelski pozostawał bardzo bliski), władze Syrii zrozumiały, że równowaga strategiczna z Izraelem nie zostanie zbudowana. Przyjęto, że celem polityki syryjskiej będzie jedynie zachowanie zdolności odstraszania strategicznego poprzez rozwój arsenału biologicznego i chemiczego oraz podtrzymywanie sojuszy z Iranem i antyizraelsko nastawionymi krajami arabskimi. Dominacja Syrii w Libanie również miała być środkiem na rzecz wzmacniania pozycji Damaszku względem Izraela. W 1987 Hafiz al-Asad oficjalnie stwierdził, że jego kraj uważa za sprawiedliwe rozwiązanie konfliktu izraelsko-arabskiego umożliwienie Palestyńczykom utworzenie swojego państwa na ziemiach, na których żyli przed 1948 oraz wycofanie się przez Izrael z ziem zajętych w wojnie sześciodniowej. Sprzeciwił się natomiast podpisywaniu kolejnych traktatów wzorowanych na izraelsko-egipskim, w których państwa arabskie uznawałyby Izrael w zamian za ziemię.
Na początku lat 90. XX wieku Syria nadal uważała Izrael za swojego naczelnego wroga, a konfrontację z nim – za główne zadanie zarówno swoje, jak i pozostałych państw arabskich. Zdawała sobie przy tym sprawę z tego, że osiągnięcie równowagi strategicznej z Izraelem jest mało prawdopodobne. Jako cel stawiała sobie zatem budowę równowagi „na szerzej zdefiniowanej płaszczyźnie stosunków międzynarodowych”, także przy pomocy amerykańskiej i europejskiej. Jako środek wywierania nacisku na Izrael traktowała również wspieranie palestyńskich i libańskich formacji zbrojnych, w tym tych, które posługiwały się metodami terrorystycznymi. Na początku dekady w Izraelu nadal traktowano perspektywę zawarcia pokoju z Syrią jako mało prawdopodobną, a głównym przedmiotem dyskusji politycznej było porozumienie z OWP.

### Rozmowy izraelsko-syryjskie (1992–2000)

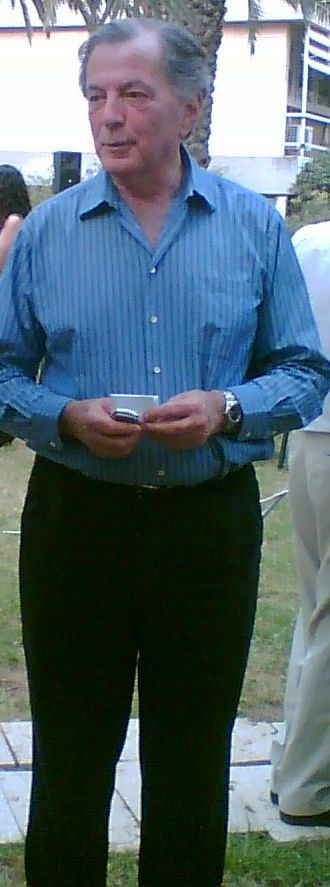
Itamar Rabinowicz, izraelski profesor i ekspert ds. syryjskich, główny izraelski negocjator podczas rozmów obu państw w latach 1993-1996

Szczególne starania na rzecz zakończenia konfliktu izraelsko-arabskiego podjęła na początku lat 90. XX wieku administracja prezydenta USA George’a H. Busha. W październiku 1991 w Madrycie pod wspólnym przewodnictwem Stanów Zjednoczonych i ZSRR odbyła się konferencja pokojowa z udziałem Izraela, Syrii, Jordanii (z przedstawicielami Palestyńczyków w składzie delegacji) i Libanu. Prezydent USA stwierdził podczas otwarcia konferencji, że jego kraj oczekuje zarówno podjęcia rozmów izraelsko-palestyńskich, jak i rozmów między Izraelem a poszczególnymi państwami arabskimi. Zwolennikami zawarcia pokoju z Syrią byli również premierzy Izraela Icchak Rabin, Szimon Peres i Ehud Barak. W 1993 Rabin zapewnił amerykańskiego sekretarza stanu Warrena Christophera, że Izrael był gotów opuścić wzgórza Golan, jeśli Syria zgodziłaby się zawrzeć traktat pokojowy zbliżony do izraelsko-egipskiego, korzystny dla Izraela. Z kolei Hafiz al-Asad w rozmowie z Christopherem twierdził, że pokój byłby możliwy na warunkach uwzględniających w równym stopniu bezpieczeństwo sygnatariuszy, po opuszczeniu przez Izraela wzgórz Golan. Syryjski prezydent zgodził się na przystąpienie do negocjacji, gdyż zdawał sobie sprawę ze zmienionej sytuacji międzynarodowej, utraty sojusznika radzieckiego i zdominowania światowej polityki przez Stany Zjednoczone.
Do kontynuowania rozmów pokojowych z Syrią silnie nakłaniali swojego sojusznika Amerykanie. 17 stycznia 1994 rząd izraelski ogłosił, że o przyszłości wzgórz Golan zadecyduje referendum. Mimo to USA zdołały skłonić obie strony do dalszych negocjacji, które już w końcu lutego 1994 zostały zawieszone, nie dając żadnych rezultatów. Izrael nie zamierzał opuścić terytoriów okupowanych, co dla Syrii było koniecznym warunkiem dalszych rozmów. Dodatkowym czynnikiem, który utrudniał negocjacje, było niechętne nastawienie Syrii do Deklaracji zasad podpisanej we wrześniu 1993 przez Izrael i OWP. Ponadto strona izraelska pokładała większe nadzieje w rozmowach z Palestyńczykami, a następnie także z Jordanią (zakończone w 1994 podpisaniem traktatu pokojowego). Gdy Icchak Rabin został zamordowany przez żydowskiego ekstremistę, rozmowy zostały przerwane.
W końcu grudnia 1995, gdy premierem Izraela był już Szimon Peres, rozmowy zostały wznowione, jednak w ich toku nie wypracowano żadnych rozwiązań, zanim w maju 1996 bezpośrednie wybory premiera Izraela wygrał Binjamin Netanjahu. Stał on na stanowisku, że niezbędnym warunkiem do podpisania z Syrią traktatu pokojowego musi być uznanie przez Damaszek przynależności wzgórz Golan do Izraela. W roku następnym Kneset potwierdził decyzję z 1981 w sprawie przyłączenia wzgórz do Izraela. Rezultatem było załamanie się rozmów i dalszy wzrost napięcia w stosunkach między obydwoma krajami. Kolejne izraelsko-syryjskie negocjacje odbyły się dopiero w 2000, rok po tym, gdy premierem Izraela został Ehud Barak. Al-Asad, który był już wówczas śmiertelnie chory, był szczególnie zdeterminowany, by uzyskać porozumienie, gdyż w jego ocenie ułatwiłoby to objęcie władzy po nim synowi Baszszarowi. Syria deklarowała gotowość do uznania istnienia Izraela pod warunkiem ustalenia granicy obydwu krajów analogicznej, jak przed 6 czerwca 1967. Premier Izraela nie zgadzał się jednak, by Syria uzyskała, po takim wyznaczeniu granicy, dostęp do Jeziora Galilejskiego. Wówczas al-Asad opuścił rozmowy. Trzy miesiące później zmarł.

## 2000-2011
Obejmując jako nowy prezydent władzę w Syrii, Baszszar al-Asad początkowo zadeklarował kontynuowanie w stosunkach z Izraelem linii politycznej ojca. Jednak już kilka miesięcy później stwierdził, że pokój pozostaje strategicznym celem Syrii, jednak miałby być to „pokój silnych”. Sugerował w ten sposób poparcie Syrii dla uczestników intifady Al-Aksa, co miało zwiększyć jego popularność w społeczeństwie, podnieść jego autorytet w oczach starszych członków syryjskiej partii Baas i w oczach innych arabskich przywódców. Odzyskanie wzgórz Golan było również osobistą ambicją Baszszara al-Asada, który pragnął w ten sposób dowieść swojej skuteczności, jak również symbolicznie naprawić błąd swojego ojca – ministra obrony w 1967.
Polityka Syrii wobec Izraela była dwutorowa. Syria (publicznie temu przecząc) w dalszym ciągu wspierała Hezbollah i Hamas, traktując to jako skuteczny sposób wywierania na Izrael nacisku. Nie zaprzestała tego nawet wówczas, gdy znaczącej zmianie uległa polityka Stanów Zjednoczonych wobec Bliskiego Wschodu. Po ogłoszeniu wojny z terroryzmem, w 2003, prezydent George W. Bush wezwał Syrię do wycofania wojsk z Libanu i oskarżył Damaszek o popieranie terrorystów. Równocześnie Baszszar al-Asad nie negował samej zasadności istnienia Izraela; jego celem nie było zniszczenie państwa żydowskiego, a doprowadzenie do uregulowania stosunków na warunkach formułowanych przez Syrię. Prezydent Syrii podkreślał, że traktat pokojowy miałby być „całościowy i sprawiedliwy”, to jest rozwiązujący całościowo i przy współpracy pozostałych państw arabskich kwestię palestyńską, a przy tym „przywracający wszystkie prawa Arabów, bez żadnych wyjątków”. Z kolei stojący od 2001 na czele rządu izraelskiego Ariel Szaron w ogóle nie dopuszczał możliwości zrzeczenia się wzgórz Golan i nie widział potrzeby podejmowania z Syrią nowych rozmów. Za priorytet uznawał rozwiązanie problemu Palestyńczyków, w tym stłumienie intifady.
W kwietniu 2001 wojska izraelskie ostrzelały syryjską stację radarową w Libanie, w Zahr al-Bajdar, a w lipcu – syryjski posterunek w dolinie al-Bika. Były to działania odwetowe po akcjach zbrojnych popieranego przez Syrię Hezbollahu. Zaistniały obawy, że dojdzie do otwartej konfrontacji wojskowej, jednak Syria ograniczyła się do dalszego popierania Hezbollahu i gróźb pod adresem Izraela. Rok później Baszszar al-Asad wymienił jako dwa warunki wznowienia rozmów izraelsko-syryjskich zaprzestanie zbrojnego tłumienia intifady przez Izrael i równoległe podjęcie rozmów izraelsko-palestyńskich. Zmiana w polityce amerykańskiej względem Bliskiego Wschodu, w szczególności obecność wojsk amerykańskich w Iraku po inwazji w 2003, wymusiła ustępstwa Syrii wobec Izraela. Damaszek nie odpowiedział na demonstracyjny przelot izraelskich samolotów bojowych nad rezydencją prezydencką w Latakii w 2003 ani na zniszczenie przez Izrael opuszczonego obozu treningowego organizacji Islamski Dżihad w Ajn as-Sahib na terenie Syrii. Przez kolejne trzy lata Baszszar al-Asad wykonywał pod adresem Izraela drobne gesty sugerujące gotowość do podjęcia negocjacji, nie rezygnując przy tym (mimo presji amerykańskiej) z wspierania palestyńskich organizacji, które traktował jako narzędzie nacisku na silniejszego sąsiada. Izrael, mając poparcie USA, do końca 2006 nie był jednak zainteresowany powrotem do rozmów. Prawdopodobnie Stany Zjednoczone również się im sprzeciwiały, chcąc, by autorytarnie rządzona Syria pozostała w międzynarodowej izolacji Do prowadzenia względem Syrii polityki bardziej umiarkowanej skłonił Izrael przebieg II wojny libańskiej. W lutym 2007 premier Izraela Ehud Olmert zgodził się, by premier Turcji Recep Tayyip Erdoğan rozpoczął mediację między Syrią i Izraelem. Rozmowom między obydwoma krajami przestały się również sprzeciwiać Stany Zjednoczone, deklarując jednak, że nie będą brać w procesie pokojowym udziału. W roku następnym Olmert stwierdził w wywiadzie, iż obie strony znają swoje oczekiwania i zawarcie traktatu pokojowego jest możliwe. W 2009 było już jednak jasne, że chociaż utrzymywanie negocjacji w toku przynosiło pewne korzyści obu stronom, najpewniej nie doprowadzą one do trwałego porozumienia. W 2011 Stany Zjednoczone ponownie starały się doprowadzić do izraelsko-syryjskich rozmów. Senator John Kerry pięciokrotnie spotykał się w tej sprawie z al-Asadem.
Izraelskie prawo nazywa Liban, Syrię, Iran, Arabię Saudyjską, Irak i Jemen krajami wrogimi i obywatele Izraela nie mogą ich odwiedzać bez uzyskania pozwolenia Ministerstwa Spraw Wewnętrznych.

## Wojna domowa w Syrii
W roku następnym w Syrii wybuchły masowe protesty przeciwko rządom autorytarnym, inspirowane wydarzeniami Arabskiej Wiosny. W oficjalnej retoryce syryjskiego rządu Izrael przedstawiano jako jednego z inspiratorów zbrojnego powstania. Premier Izraela Binjamin Netanjahu w pierwszej chwili nie reagował na taki bieg wydarzeń, nie będąc pewnym, jakie będą rezultaty protestów w innych państwach arabskich i czy będą one korzystne dla jego kraju. W izraelskiej elicie politycznej rozpoczęła się dyskusja, czy dla interesów państwa korzystniejsze byłoby utrzymanie się przy władzy al-Asada, czy jego upadek. Obawiano się, że zgromadzony przez Syrię arsenał zostanie przechwycony przez radykalną arabską organizację nastawioną do państwa żydowskiego jeszcze gorzej, niż państwo syryjskie. Z drugiej strony część izraelskich polityków wychodziła z założenia, że upadek Syrii osłabi Hezbollah i Iran, jak również ostatecznie pozwoli Izraelowi utrzymać wzgórza Golan. W miarę brutalizacji konfliktu syryjskiego, przerodzenia się go w wojnę domową, izraelscy przywódcy coraz ostrzej krytykowali al-Asada. 26 lipca 2011 prezydent Izraela Szimon Peres wezwał Baszszara al-Asada do złożenia urzędu.
Podczas wojny domowej w Syrii siły izraelskie kilkakrotnie przeprowadzały akcje zbrojne przeciwko Hezbollahowi na terytorium Syrii. W styczniu 2013 Izrael zniszczył konwój z bronią przeznaczoną dla Hezbollahu W maju tego samego roku miały miejsce dwa uderzenia izraelskiego lotnictwa w okolicach Damaszku. Według zachodnich źródeł wywiadowczych celem uderzenia był ładunek irańskich rakiet, które docelowo miały trafić do Hezbollahu. Izrael wielokrotnie stwierdzał wcześniej, że jest gotów, także siłą, przeciwdziałać pozyskiwaniu tego rodzaju broni i wyposażenia przez grupy terrorystyczne. Z kolei przedstawiciele opozycyjnej Wolnej Armii Syrii twierdzili, że Izrael regularnie bombarduje cele w Syrii. Według źródeł amerykańskich do podobnego incydentu doszło w lipcu, a następnie w październiku 2013, gdy Izrael zniszczył syryjskie przeciwokrętowe pociski manewrujące produkcji rosyjskiej składowane w Latakii, a według opozycji syryjskiej także w styczniu roku następnego. W styczniu 2015 wskutek izraelskiego uderzenia powietrznego wymierzonego w Hezbollah, w kontrolowanej przez Syrię części wzgórz Golan zginęło sześciu członków organizacji, wśród nich jeden z dowódców organizacji – Muhammad Issa, oraz irański generał Mohammed Ali Allah-Dadi. 29 lipca tego samego roku Izrael przeprowadził analogiczne uderzenie we wsi Hadir w Syrii. Jego ofiarami padli członkowie jednej z organizacji paramilitarnych walczących po stronie rządowej w syryjskim konflikcie wewnętrznym, a według Syrian Observatory for Human Rights także związany z Hezbollahem libański terrorysta Samir Kuntar.
16 kwietnia 2018 roku izraelska armia oficjalnie przyznała się do pierwszego ataku na irańskie siły stacjonujące w syryjskiej bazie lotniczej T-4 koło Palmiry, który miał miejsce w tygodniu poprzedzającym konferencję prasową.  Atak miał być odpowiedzią na zestrzelenie irańskiego drona w izraelskiej przestrzeni powietrznej 10 lutego 2018 roku. W wyniku izraelskich nalotów na bazę zginęło 14 osób, w tym irańscy doradcy wojskowi. Podczas nalotu jeden z myśliwców F-16 został zestrzelony przez syryjskie wojska obrony przeciwlotniczej. Obaj piloci katapultowali się, a samolot rozbił się w Izraelu. W odpowiedzi na to siły irańskie wystrzeliły 20 rakiet w stronę Wzgórz Golan. 4 z nich zostały przechwycone przez Żelazną Kopułę. W zamian za to izraelskie Siły Powietrzne dokonały serii ataków na ponad 50 irańskich i syryjskich celów. Od tej pory izraelskie ataki lotnicze są znane pod kryptonimem Miwca Szachmat (Operacja Szach-mat) lub jako Miwca Bejt ha-Klafim (Operacja Domek z kart). Operacja ta była największą operacją izraelską na terytorium syryjskim od roku 1974. W jej trakcie zaatakowano bazy wojskowe, posterunki i stanowiska obrony przeciwlotniczej. W wyniku ataków zginęło 11 Irańczyków, 27 żołnierzy armii syryjskiej oraz 21 obcokrajowców.
24 maja 2018 roku izraelskie Siły Powietrzne przeprowadziły atak na lotnisko w Dabie i w okolicach Hims. Izraelczycy wystrzelili 6 rakiet, których celem miały być składy amunicji Hezbollahu. W ataku zginęło 21 osób, w tym 9 Irańczyków. Strony syryjska i irańska zdementowały jakiekolwiek straty wśród swoich ludzi. Ponadto Iran zapewniał, że w tym rejonie nie było jego żołnierzy. Ataku dokonano przelatując nad Libanem. Premier Binjamin Netanjahu zapowiedział, że wszystkie ataki na cele w Syrii są wynikiem zaangażowania się w konflikt Hezbollahu. Ostrzegł, że Izrael nie będzie tolerował irańskiego zaangażowania w Syrii.
Pod koniec czerwca 2018 roku mieszkańcy południowej Syrii zaczęli migrować w stronę granicy z Izraelem. ONZ oszacował ich liczbę na 50 000 osób. Jak podano do informacji, uchodźcy uważali granicę syryjsko-izraelską za stosunkowo bezpieczną, ponieważ nie toczą się tam działania zbrojne, a Siły Powietrzne Federacji Rosyjskiej nie wykonywały tam lotów.
8 lipca 2018 roku doszło do kolejnego nalotu na bazę lotniczą T-4 i jej okolice. Syryjczycy oskarżyli o nie Izrael i poinformowali o śmierci irańskich żołnierzy oraz żołnierzy armii syryjskiej. Nie podano jednak liczb i szczegółów zniszczeń. Dwa dni później, ówczesny Minister Obrony Izraela – Awigdor Lieberman –  uznał, że izraelskie ataki wymierzona są w irańskie struktury, magazyny Hezbollahu i fabryki broni i amunicji.
16 lipca 2018 roku Izrael dokonał nalotu na centrum Korpusu Strażników Rewolucji Islamskiej koło wojskowego lotniska w An-Najrab. Był to jeden z nielicznych ataków w północnym rejonie Syrii. Izraelczycy dokonali tego ataku ze względu na to, że ich naciski na stronę rosyjską, aby ta zmusiła Iran do wycofania Hezbollahu i swoich żołnierzy z Syrii, nie odniosły rezultatu. W ataku miały zginąć 22 osoby, w tym 9 Irańczyków, 6 Syryjczyków. Narodowość reszty ofiar nie została ustalona.